# Jacek Wszoła
Jacek Roman Wszoła (Varšava, 30. prosinca 1956.), bivši poljski atletičar natjecao se u skoku u vis. 

## Natjecanja

### Olimpijske igre
Na Olimpijskim igrama osvojio je dvije medalje prvu zlato u  Montréali 1976. a drugu srebrenu četiri godine kasnije u  Moskva 1980. godine.

## Vanjske poveznice
|  | Zajednički poslužitelj ima još gradiva o temi Jacek Wszoła |

- IAAF-ov profil
- Jacek Wszoła Biography and Olympic Results  Arhivirana inačica izvorne stranice od 17. travnja 2020. (Wayback Machine). Sports-Reference.com